# If I Had a Hi-fi
Albums de Nada Surf
Lucky
(2008) The Stars Are Indifferent to Astronomy
(2012)
If I Had a Hi-fi est un album de Nada Surf. Tout d'abord vendu lors des concerts du groupe, cet album de reprise sort pour le grand public le 30 avril 2010

## Titres
1. Electrocution (reprise de Bill Fox)
2. Enjoy the Silence (reprise de Depeche Mode)
3. Love Goes On (reprise de The Go-Betweens)
4. Janine (reprise de Arthur Russell)
5. You Were So Warm (reprise de Dwight Twilley)
6. Love and Anger (reprise de Kate Bush)
7. The Agony of Laffitte (reprise de Spoon)
8. Bye Bye Beaute (reprise de Coralie Clément)
9. Question (reprise des Moody Blues)
10. Bright Side (reprise de Soft Pack)
11. Evolution (reprise de Mercromina)
12. I Remembered What I Was Going to Say (reprise de The Silly Pillows)

## Musiciens
- Matthew Caws - chant, guitares
- Daniel Lorca - basse, chœurs
- Ira Elliot - batterie, chœurs